# Harry Levin
Harry Tuchman Levin (18. července 1912 – 29. května 1994) byl americký literární teoretik a kritik, v letech 1960–1983 profesor srovnávací literatury na Harvardově univerzitě. Zabýval se především moderním románem (James Joyce, Stendhal, Honoré de Balzac), ve starším věku napsal i vlivné práce o komice a žánru komedii, dokonce úzce spolupracoval s divadelníkem Leonardem Lehrmanem na tvorbě jeho komediálních inscenací.